# For Your Eyes Only (canción)
"For Your Eyes Only" es el tema central de la duodécima película de James Bond del mismo título, escrita por Bill Conti y Mick Leeson, e interpretada por la cantante británica Sheena Easton. La canción alcanzó el número 4 en las Billboard Hot 100 estadounidense, y el número ocho en la UK Singles Chart. Fue nominada al Premio Óscar a la Mejor canción original en 1982.

## Contexto
Conti, que también fue el respobnsable de la banda sonora de la película, había escrito la canción originalmente pensando en Donna Summer o Dusty Springfield, cantantes que pensó que seguían el "estilo Bond". United Artists sugirió a Sheena Easton, una cantante prometedora que recientemente había anotado un éxito No.1 en Estados Unidos con " Tren de la mañana". Conti escuchó el álbum debut de Easton "Take My Time"' y no se sintió impresionada, pero decidió trabajar con ella en la canción después de conocer a Easton en persona.
La letra de Leeson originalmente usaba "For Your Eyes Only" solo como la línea final, ya que el letrista sintió que solo podía usar la frase como conclusión. Después de que el artista de la secuencia de créditos Maurice Binder se quejara de tener que sincronizar la presentación del título con lo que se decía en la canción principal, Conti decidió trabajar con Leeson para escribir letras que abrieran con "For your eyes only". La banda estadounidense Blondie anteriormente se le había pedido que escribiera la canción del título, pero fue rechazada a favor de Conti por los productores de Bond. (La grabación terminada de Blondie, una canción completamente diferente también llamada "For Your Eyes Only", apareció en su álbum de 1982 The Hunter).
Easton es la única artista (hasta la fecha) que se ha visto cantando el tema principal de una película de Bond durante sus títulos de apertura, ya que a Maurice Binder le gustó la apariencia de Easton y decidió agregarla a los créditos. su sugerente aparición en estos clips fueron, según Roger Moore, más sexy que muchas de las chicas Bond, aunque la propia Easton afirma que el proceso de rodaje fue muy poco glamoroso. En particular, Binder tuvo que atar a Easton a una silla para que estuviera inmóvil durante una toma en la que la cámara se acerca a los labios del cantante.
Este fue uno de los pocos temas de Bond que no tuvo una contribución de  John Barry. La canción fue producida por Christopher Neil, quien era el productor regular de Easton en ese momento. La canción fue lanzada como sencillo en junio de 1981, al mismo tiempo que el lanzamiento de la película. Se convirtió en un éxito mundial, alcanzando la lista de las diez primeras en el Reino Unido, el número 1 en los Países Bajos y el top cinco en los Estados Unidos. Sigue siendo uno de los mayores éxitos de Easton y está incluido en álbumes recopilatorios de bandas sonoras.